# Верхний Каран
Верхний Каран  — поселок в Лениногорском районе Татарстана.  Входит в состав Письмянского сельского поселения.

## География
Находится в юго-восточной части Татарстана на расстоянии приблизительно 7 км на восток-северо-восток по прямой от районного центра города Лениногорск. 

## История
Основан в 1927 году. В советское время работали колхозы «Память Орджоникидзе», «Крестьянин»,  совхоз «Лениногорский».

## Население
Постоянных жителей было: в 1926 году – 114, 1938 – 110, 1958 – 87, 1989 – 9, в 2002 году 14 (русские 93%), в 2010 году 34.